# Erik Bang
Erik Bang (Horsens, 25 oktober 1944)  is een Deens schaker met FIDE-rating 2290 in 2017. 
Bang werd geboren in Horsens (Jutland). Hij leerde schaken toen hij 13 jaar was en in 1963 werd hij jeugdkampioen. In 1968 begon Bang met correspondentieschaak en speelde hij met wisselend succes in een aantal toernooien. Hij speelde ook in de Schaakolympiade. Hij is sinds 1979 een grootmeester correspondentieschaken (GMc).
In het "Axelson memorial" werd hij tweede achter Tõnu Õim, en in het 13e toernooi om het wereldkampioenschap werd hij tweede na Michail Oemanski. Hij is geen wereldkampioen geworden, maar hij heeft wel kampioenen verslagen. Zo won hij ooit van Horst Rittner, van Jacob Estrin, van Michail Oemanski, van Fritz Baumbach, van Vladimir Zagorovsky en van Tonu Oim.
Erik Bang eindigde op een vijfde plaats in het "Hans-Werner von Massow Memorial" (1996-2002).

## Externe koppelingen
- (en)   Informatie over schaakpartijen van Erik Bang op ChessGames.com
- (en)   Informatie over schaakpartijen van Erik Bang op 365chess.com
- (en)  FIDE-ratinggegevens voor Erik Bang